# Last Chance to See (livre)
Last Chance to See est un livre de Douglas Adams concernant l'extinction des espèces. Il rapporte les expéditions de l'auteur aux côtés du zoologiste Mark Carwardine à la recherche de six animaux menacés dans différents endroits du monde. L'ouvrage a été publié en 1990 et fait suite à une série de reportages réalisés pour l'Observer Colour Magazine puis pour la BBC. Il n'existe actuellement aucune édition en français.

## Espèces recherchées
- Le aye-aye de Madagascar
- Le dragon de Komodo en Indonésie
- Le kakapo de Nouvelle-Zélande
- Le dauphin de Chine
- Le rhinocéros blanc au Zaïre
- Les oiseaux de l'île Maurice
- Le lamantin d'Amazonie
- L'otarie des îles Juan Fernandez au Chili

## Continuation
Depuis 2009, la BBC émet une suite à ces reportages, avec Stephen Fry remplaçant le défunt Douglas Adams.